# Kanton Sucúa
Der Kanton Sucúa befindet sich in der Provinz Morona Santiago im Südosten von Ecuador. Er besitzt eine Fläche von 893,3 km². Im Jahr 2020 lag die Einwohnerzahl schätzungsweise bei 23.820. Verwaltungssitz des Kantons ist die Kleinstadt Sucúa mit 7805 Einwohnern (Stand 2010). Der Kanton Sucúa wurde im Jahr 1962 eingerichtet.

## Lage
Der Kanton Sucúa befindet sich zentral in der Provinz Morona Santiago. Das Areal erstreckt sich zwischen der Cordillera Real im Westen und der Cordillera de Kutukú, ein Höhenkamm am Ostrand der Anden. Der Río Upano durchquert den Kanton in südlicher Richtung. Die Fernstraße E45 (Loja–Macas) führt entlang dem Río Upano und passiert dabei den westlich des Río Upano gelegenen Hauptort Sucúa.
Der Kanton Sucúa grenzt im Südosten an den Kanton Logroño, im Südwesten an den Kanton Santiago sowie im Nordwesten, im Norden und im Osten an den Kanton Morona.

## Verwaltungsgliederung
Der Kanton Sucúa ist in die Parroquia urbana („städtisches Kirchspiel“)
- Sucúa

und in die Parroquias rurales („ländliches Kirchspiel“)
- Asunción
- Huambi
- Santa Marianita de Jesús

gegliedert.

## Ökologie
Im Westen des Kantons befindet sich der Nationalpark Sangay.